# AMK (rappeur)
 (juin 2024).
La mise en forme du texte ne suit pas les recommandations de Wikipédia : il faut le « wikifier ».
Les points d'amélioration suivants sont les cas les plus fréquents. Le détail des points à revoir est peut-être précisé sur la page de discussion.
- Les titres sont pré-formatés par le logiciel. Ils ne sont ni en capitales, ni en gras.
- Le texte ne doit pas être écrit en capitales (les noms de famille non plus), ni en gras, ni en italique, ni en « petit »…
- Le gras n'est utilisé que pour surligner le titre de l'article dans l'introduction, une seule fois.
- L'italique est rarement utilisé : mots en langue étrangère, titres d'œuvres, noms de bateaux, etc.
- Les citations ne sont pas en italique mais en corps de texte normal. Elles sont entourées par des guillemets français : « et ».
- Les listes à puces sont à éviter, des paragraphes rédigés étant largement préférés. Les tableaux sont à réserver à la présentation de données structurées (résultats, etc.).
- Les appels de note de bas de page (petits chiffres en exposant, introduits par l'outil «  Source ») sont à placer entre la fin de phrase et le point final[comme ça].
- Les liens internes (vers d'autres articles de Wikipédia) sont à choisir avec parcimonie. Créez des liens vers des articles approfondissant le sujet. Les termes génériques sans rapport avec le sujet sont à éviter, ainsi que les répétitions de liens vers un même terme.
- Les liens externes sont à placer uniquement dans une section « Liens externes », à la fin de l'article. Ces liens sont à choisir avec parcimonie suivant les règles définies. Si un lien sert de source à l'article, son insertion dans le texte est à faire par les notes de bas de page.
- La présentation des références doit suivre les conventions bibliographiques. Il est recommandé d'utiliser les modèles {{Ouvrage}}, {{Chapitre}}, {{Article}}, {{Lien web}} et/ou {{Bibliographie}}. Le mode d'édition visuel peut mettre en forme automatiquement les références.
- Insérer une infobox (cadre d'informations à droite) n'est pas obligatoire pour parachever la mise en page.

Pour une aide détaillée, merci de consulter Aide:Wikification.
Si vous pensez que ces points ont été résolus, vous pouvez retirer ce bandeau et améliorer la mise en forme d'un autre article.
AMK est un rappeur, auteur-compositeur-interprète et chanteur français. Il est originaire du quartier de Balard dans le 15ème arrondissement de Paris. Il est d’origine camerounaise et cap-verdienne.
Il se fait connaître en 2022 grâce à son premier projet 15, qui contient notamment le single Bussdown en featuring avec Nekfeu. En juillet 2024, il participe à l'émission Nouvelle École sur Netflix.

## Biographie

### Jeunesse et origines
AMK grandit dans le 15ᵉ arrondissement de Paris, plus précisément dans le quartier de Balard. Il vient d’une famille d’origine camerounaise et cap-verdienne.

## Carrière

### Débuts (2016-2021)
AMK commence le rap en 2016 avec son premier morceau Philipp Plein. Absent jusqu’en juillet 2019 et marque son retour avec le titre Ferrari.
En 2020, il lance la série de freestyle #TAT sur la chaine Youtube du Label Street Lourd. Le premier épisode, intitulé Joaquin Guzman, est suivi de #TAT2.
Le 6 décembre 2020, AMK dévoile un nouveau single Mitch en hommage au film Paid in Full accompagné d'un clip. S’ensuivent en 2021 la sortie des titres Après Minuit, Charm City Kings et Remède qui sera le 1er extrait de son premier projet solo intitulé 15.
Le 27 juin 2021, AMK profite du confinement dû à la pandémie de Covid-19 en France pour dévoiler le 1er extrait de sa série de freestyle baptisé SUMMER DRILL dont il sortira par la suite 5 volets accompagnés d’un clip pour chacun des titres.

### 15(2022)
En 2022, AMK crée son propre label Blood Brothers Records et annonce la sortie de son tout premier projet solo intitulé 15, le titre de son projet est un hommage à l’arrondissement de l’artiste.
Son premier album 15 sort le 27 mai 2022. Composé de 15 titres, il est en collaboration avec Nekfeu et Slkrack.
Il décrit l’origine du nom de son projet: « C'est un peu toute ma vie. Je suis né ici, j'ai grandi ici, donc forcément, c'est tombé sous le sens. Dès que j'ai commencé le projet, c'était une évidence que j'allais l'appeler comme ça, je n'ai même pas eu besoin de réfléchir à un nom de projet.»
Au mois de juin 2022 il se confie en interview sur la collaboration du titre Bussdown avec Nekfeu, également originaire du 15e arrondissement de Paris : « Il me dit : « Ça fait longtemps que moi je kiffe ce que tu fais. C’est comment la musique ? Est-ce que tu t’y es mis vraiment ? » J’ai dit : « Justement je voulais t’en parler, j’ai un projet. » Et avant même que j’ai à lui demander, il m’a dit : « Vas-y je pose dessus. » C’est comme ça que ça s’est fait. ». Le 1er juillet, AMK dévoile le clip de Bussdown avec Nekfeu.

### La Vie De Roni(2023)
En juillet 2023 il sort le projet solo La vie de Roni. Le 30 décembre 2022, AMK dévoile un EP En attendant LVDR, qui comporte 10 titres. Il sort également le clip du track En attendant LVDR à la même date.
Le 14 avril 2023, AMK dévoile le titre Malya, Pt.2, le 2e volet du track Malya issu de son premier projet 15. Le morceau est accompagné d’un visuel tourné à New York.
Le 9 Juin 2023, il dévoile le titre Bombarder accompagné d'un clip tourné au Mexique.
Le 28 juillet 2023, AMK sort son 2ᵉ projet solo intitulé La Vie De Roni un projet de 16 titres. Dans la foulée, il sort le clip du titre Igo c’est rien
En septembre 2023, AMK déclare que le titre de son album La vie de Roni fait référence au footballeur Ronaldinho. Il explique : « Au début, on pourrait penser que La vie de Roni c'est par rapport au footballeur Ronaldinho. On pourrait penser que c'est le tourbillon du luxe, de l'oseille, des meufs, la vie de star, etc. C'est peut-être un peu ça. » Il ajoute cependant qu’il y voit « quelque chose de plus profond », notamment une proximité avec la personnalité du joueur, « toujours qualifié d'artiste, peu importe le milieu dans lequel il était ».
Le 29 décembre 2023, il sort le titre Block.

### T.A.T & Nouvelle École (2024)
Le 17 mai, il sort le single T.A.T accompagné d’un clip. Le 31 Mai, AMK dévoile son EP de 5 titres dans lequel on retrouve une collaboration avec 3arbi sur le single Renaissance.
Netflix annonce le 24 juin 2024 que AMK participe à l’émission de l'adaptation francophone de son émission Rhythm + Flow, intitulée Nouvelle École le 4 juillet 2024 avec Aya Nakamura, SDM et SCH en tant que jury.